# Phasmodes nungeroo
Phasmodes nungeroo är en insektsart som beskrevs av Rentz, D.C.F. 1993. Phasmodes nungeroo ingår i släktet Phasmodes och familjen vårtbitare. Inga underarter finns listade i Catalogue of Life.